# Derelominos
Derelominos (Derelomini) é uma tribo de gorgulhos verdadeiros da subfamília dos besouros conhecidos como Curculioninae. Existem cerca de cinco gêneros e oito espécies descritas na tribo Derelomini.